# Katium
| ❮ | System              | Serie              | Stufe       | ≈ Alter (mya) |
| ❮ | später              | später             | später      | jünger        |
| - | ------------------- | ------------------ | ----------- | ------------- |
| ❮ | O r d o v i z i u m | Ober- ordovizium   | Hirnantium  | 443,4 ⬍ 445,2 |
| ❮ | O r d o v i z i u m | Ober- ordovizium   | Katium      | 445,2 ⬍ 453   |
| ❮ | O r d o v i z i u m | Ober- ordovizium   | Sandbium    | 453 ⬍ 458,4   |
| ❮ | O r d o v i z i u m | Mittel- ordovizium | Darriwilium | 458,4 ⬍ 467,3 |
| ❮ | O r d o v i z i u m | Mittel- ordovizium | Dapingium   | 467,3 ⬍ 470   |
| ❮ | O r d o v i z i u m | Unter- ordovizium  | Floium      | 470 ⬍ 477,7   |
| ❮ | O r d o v i z i u m | Unter- ordovizium  | Tremadocium | 477,7 ⬍ 485,4 |
| ❮ | früher              | früher             | früher      | älter         |

Das Katium ist in der Erdgeschichte die zweite chronostratigraphische Stufe der Oberordovizium-Serie des Ordoviziums. Die Stufe entspricht geochronologisch in etwa dem Zeitraum von etwa 453 bis etwa 445,2 Millionen Jahre vor heute. Das Katium folgt auf das Sandbium und wird seinerseits vom Hirnantium abgelöst.

## Namensgebung und Geschichte
Der Name der Stufe rührt vom nun ausgetrockneten See Katy (Oklahoma, USA) her, der nur etwa 2 km südwestlich des GSSP lag. Er wurde 2006 von einer Wissenschaftler-Gruppe um Stig Bergström vorgeschlagen.

## Definition und GSSP
Die Untergrenze bildet das Erstauftreten der Graptolithen-Art Diplacanthograptus caudatus. Die Grenze fällt auch mit der Untergrenze der „Guttenberg carbon-13 isotope excursion“ zusammen, eine weltweit zu beobachtende Abweichung im C13 Isotopenverhältnis. Die Obergrenze ist durch das Erstauftreten der Graptolithen-Art Normalograptus extraordinarius definiert. Sie fällt auch zusammen mit der Basis einer größeren positiven Carbon-13-Isotopen-Abweichung und dem Beginn einer ausgeprägten Meeresspiegelabsenkung, die durch den Beginn einer größeren Vereisung ausgelöst wird. Das offizielle Referenzprofil (GSSP = „Global Stratotype Section and Point“) für das Katium ist das Black Knob Ridge-Profil, ungefähr 5 km nordöstlich von Atoka (Oklahoma, USA).